# Coleção Tripartida

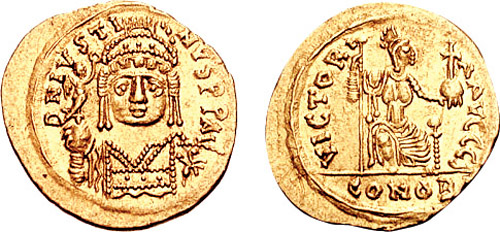
Soldo de Justino II r.

A Coleção Tripartida (em latim: Collectio Tripartita) é uma coleção de prescrições do direito canônico bizantino extraídas do Código de Justiniano, divididas em três partes, que consistia em resumos gregos de normas escritas em latim ou grego. A primeira parte extrai elementos do Código de Justiniano, a segunda do Digesto e das Institutas, e a terceira das Novelas; esta última foi posteriormente reproduzida em paráfrase na novela 144 de Justino II (r. 565–578) de 572. De acordo com K. E. Zacharia von Lingenthal, a coleção foi produzida pouco depois (ca. 580) como um apêndice para o Sintagma dos Quatorze Títulos. Segundo B. H. Stolte, teria sido Enantiófanes o autor da obra.